# Ferdinandea longifacies
Ferdinandea longifacies är en tvåvingeart som beskrevs av Ernest F. Coe 1964. Ferdinandea longifacies ingår i släktet guldblomflugor, och familjen blomflugor.
Artens utbredningsområde är Nepal. Inga underarter finns listade i Catalogue of Life.